# Afton Smith
Afton Smith (Northport, Long Island, Nueva York; 3 de diciembre de 1967) es una actriz y escritora estadounidense. 

## Biografía
Tuvo un pequeño papel en la película protagonizada por su entonces pareja Brendan Fraser en 1997 George de la jungla. 
Smith y Fraser tuvieron 3 hijos juntos y estuvieron casados desde 1998 hasta su separación el 27 de diciembre de 2007.
En 2004 publicó el libro Hollywood Picks the Classics.

## Filmografía
| Año  | Título                   | Director        |
| ---- | ------------------------ | --------------- |
| 1997 | George de la jungla      | Sam Weisman     |
| 1995 | Una razón para vivir     | Douglas Tirola  |
| 1994 | Bocados de realidad      | Ben Stiller     |
| 1991 | Tomates verdes fritos    | Jon Avnet       |
| 1991 | Pyrates                  | Noah Stern      |
| 1987 | Golpe al sueño americano | Marek Kanievska |